# 3.ª Divisão de Montanha (Alemanha)
A 3ª Divisão de Montanha (em alemão:3. Gebirgs-Division) foi uma unidade militar que serviu no Exército alemão durante a Segunda Guerra Mundial.

## Comandantes
| Comandante                               | Data                                            |
| ---------------------------------------- | ----------------------------------------------- |
| Generaloberst Eduard Dietl               | 1 de setembro de 1939 – 14 de junho de 1940     |
| General der Gebirgstruppen Julius Ringel | 14 de junho de 1940 – 23 de outubro de 1940     |
| General der Gebirgstruppen Hans Kreysin  | 23 de outubro de 1940 – 10 de agosto de 1943    |
| Generalleutnant Egbert Picker            | 10 de agosto de 1943 – 26 de agosto de 1943     |
| General der Infanterie Siegfried Rasp    | 26 de agosto de 1943 – 10 de setembro de 1943   |
| Generalleutnant Egbert Picker            | 10 de setembro de 1943 – 29 de setembro de 1943 |
| Generalleutnant August Wittmann          | 29 de setembro de 1943 – 3 de julho de 1944     |
| Generalleutnant Paul Klatt               | 3 de julho de 1944 – 8 de maio de 1945          |

## Oficiais de operações
| Oberstleutnant Robert Bader             | 1 de março de 1939-25 de setembro de 1940  |
| Oberstleutnant Gerhard Michael          | 1940-1943                                  |
| Oberstleutnant Ludwig von Eimannsberger | 15 de junho de 1943-20 de dezembro de 1944 |
| Oberstleutnant Alfred Hartmann          | 25 de dezembro de 1944-maio de 1945        |

## Condecorações
Durante o seu tempo de atuação, diversos soldados desta unidade foram condecorados com a Cruz de Cavaleiro da Cruz de Ferro e a Cruz Germânica:
| Nome                                                      | Data                                | Patente         | Unidade                                                             |
| --------------------------------------------------------- | ----------------------------------- | --------------- | ------------------------------------------------------------------- |
| Cruz de Cavaleiro da Cruz de Ferro com Folhas de Carvalho |                                     |                 |                                                                     |
| Eduard Dietl                                              | 19 de julho de 1940                 | Generalleutnant | Comandante 3ª Divisão de Montanha                                   |
| Hans Kreysing                                             | 20 de janeiro de 1943               | Generalleutnant | Comandante 3ª Divisão de Montanha                                   |
| Albert Graf von der Goltz                                 | 2 de novembro de 1943               | Oberstleutnant  | Comandante 144º Regimento de Infantaria de Montanha                 |
| Paul Klatt                                                | 26 de dezembro de 1944              | Generalleutnant | Comandante 3ª Divisão de Montanha                                   |
| Cruz de Cavaleiro da Cruz de Ferro                        |                                     |                 |                                                                     |
| Eduard Dietl                                              | 9 de maio de 1940                   | Generalleutnant | Comandante 3ª Divisão de Montanha                                   |
| Alois Windisch                                            | 20 de junho de 1940                 | Oberst          | Comandante 139º Regimento de Infantaria de Montanha                 |
| Ludwig Stautner                                           | 20 de junho de 1940                 | Major           | Comandante I./139º Regimento de Infantaria de Montanha              |
| Hans von Schlebrügge                                      | 20 de junho de 1940                 | Major           | Comandante I./139º Regimento de Infantaria de Montanha              |
| Viktor Schönbeck                                          | 20 de junho de 1940                 | Hauptmann       | Comandante-chefe 13./139º Regimento de Infantaria de Montanha       |
| Hans Rohr                                                 | 20 de junho de 1940                 | Leutnant        | Líder do pelotão 7./139º Regimento de Infantaria de Montanha        |
| Wilhelm Renner                                            | 5 de agosto de 1940                 | Hauptmann       | 138º Regimento de Infantaria de Montanha                            |
| Wolf Hagemann                                             | 4 de setembro de 1940               | Oberstleutnant  | Comandante III./139º Regimento de Infantaria de Montanha            |
| Arthuer Haussels                                          | 4 de setembro de 1940               | Major           | Comandante II./139º Regimento de Infantaria de Montanha             |
| Anton Holzinger                                           | 11 de janeiro de 1941               | Major           | Comandante I./138º Regimento de Infantaria de Montanha              |
| Friedrich Friedmann                                       | 12 de janeiro de 1942               | Oberst          | Comandante 144º Regimento de Infantaria de Montanha                 |
| Walter Giehrl                                             | 31 de julho de 1942                 | Oberleutnant    | Comandante de companhia 7./138º Regimento de Infantaria de Montanha |
| Paul Klatt                                                | 4 de janeiro de 1943                | Oberst          | Comandante 138º Regimento de Infantaria de Montanha                 |
| Hans May                                                  | 25 de janeiro de 1943               | Oberleutnant    | Comandante de batalhão 138º Regimento de Infantaria de Montanha     |
| Wolfhart Wicke                                            | 8 de fevereiro de 1943              | Oberleutnant    | Chefe 5./144º Regimento de Infantaria de Montanha                   |
| Max Böhrent                                               | 8 de fevereiro de 1943              | Oberleutnant    |                                                                     |
| Franz List                                                | 3 de março de 1943                  | Hauptmann       | Comandante II./144º Regimento de Infantaria de Montanha             |
| Kurt Trippensee                                           | 2 de abril de 1943, postumamente    | Feldwebel       | Líder do pelotão 7./144º Regimento de Infantaria de Montanha        |
| Walter Wriedt                                             | 25 de outubro de 1943               | Oberfeldwebel   | Líder do pelotão 13./138º Regimento de Infantaria de Montanha       |
| Julius Grund                                              | 30 de outubro de 1943               | Hauptmann       | Comandante I./138º Regimento de Infantaria de Montanha              |
| Karl Pabst                                                | 4 de novembro de 1943               | Hauptmann       | Comandante III./112º Regimento de Infantaria de Montanha            |
| Albert Radesinsky                                         | 7 de novembro de 1943, postumamente | Obergefreiter   |                                                                     |
| Johann Benedikt                                           | 11 de dezembro de 1943, na ausência | Obergefreiter   |                                                                     |
| Horst Heinrich                                            | 30 de dezembro de 1943              | Obergefreiter   |                                                                     |
| Franz Holzinger                                           | 13 de abril de 1944                 | Leutnant        | Líder do pelotão 1./95º Regimento de Infantaria de Montanha         |
| Herbert Hodurek                                           | 15 de abril de 1944                 | Hauptmann       | Líder III./144º Regimento de Infantaria de Montanha                 |
| Anton Lorch                                               | 4 de junho de 1944                  | Oberstleutnant  | Comandante 144º Regimento de Infantaria de Montanha                 |
| Hans Wittenzellner                                        | 9 de junho de 1944                  | Oberfeldwebel   | Líder do pelotão 1./144º Regimento de Infantaria de Montanha        |
| Julius Spari                                              | 10 de setembro de 1944              | Stabsfeldwebel  | Líder do pelotão 7./138º Regimento de Infantaria de Montanha        |
| Max Kloß                                                  | 26 de novembro de 1944              | Major           | Comandante II./144º Regimento de Infantaria de Montanha             |
| Karl Selinger                                             | 12 de dezembro de 1944              | Feldwebel       | Líder do pelotão II./144º Regimento de Infantaria de Montanha       |
| Matthäus Hetzenauer                                       | 17 de abril de 1945                 | Gefreiter       | Sniper 7./144º Regimento de Infantaria de Montanha                  |